# 中華台北合球代表隊
中華台北合球代表隊是由中華民國合球協會所管理，並以「中華台北」名義參加世界各類的合球競賽。

## 參賽歷史
| 世界合球錦標賽 |                      |                 |        |
| 年分           | 賽事                 | 主辦國          | 排名   |
| 1987           | 第三屆世界合球錦標賽 | 荷蘭 馬克姆     | 第四名 |
| 1991           | 第四屆世界合球錦標賽 | 比利时 安特衛普 | 第三名 |
| 1995           | 第五屆世界合球錦標賽 | 印度 新德里     | 第五名 |
| 1999           | 第六屆世界合球錦標賽 | 阿德雷德        | 第六名 |
| 2003           | 第七屆世界合球錦標賽 | 荷蘭 鹿特丹     | 第四名 |
| 2007           | 第八屆世界合球錦標賽 | 捷克 布爾諾     | 第五名 |
| 2011           | 第九屆世界合球錦標賽 | 中国 紹興市     | 第三名 |
| 2015           | 第十屆世界合球錦標賽 | 比利时 安特衛普 | 第三名 |

| 世界運動會 |                  |                 |        |
| 年分       | 賽事             | 主辦國          | 名次   |
| 1989       | 第三屆世界運動會 | 德国 卡爾斯魯厄 | 第四名 |
| 1993       | 第四屆世界運動會 | 荷蘭海牙        | 第四名 |
| 1997       | 第五屆世界運動會 | 芬兰 拉赫蒂     | 第三名 |
| 2001       | 第六屆世界運動會 | 日本 秋田市     | 第三名 |
| 2005       | 第七屆世界運動會 | 德国 杜伊斯堡   | 第五名 |
| 2009       | 第八屆世界運動會 | 中華民國 高雄市 | 第三名 |
| 2013       | 第九屆世界運動會 | 哥伦比亚卡利    | 第三名 |
| 2017       | 第十屆世界運動會 | 波蘭弗羅茨瓦夫  | 第二名 |

| 亞太合球錦標賽 |                      |                   |      |
| 年分           | 賽事                 | 主辦國            | 名次 |
| 1990           | 第一屆亞太合球錦標賽 | 印度尼西亞 雅加達 | 冠軍 |
| 1992           | 第二屆亞太合球錦標賽 | 印度 德里         | 冠軍 |
| 1994           | 第三屆亞太合球錦標賽 | 阿德雷德          | 冠軍 |
| 1998           | 第四屆亞太合球錦標賽 | 南非 德班         | 冠軍 |
| 2002           | 第五屆亞太合球錦標賽 | 印度 德里         | 冠軍 |
| 2004           | 第六屆亞太合球錦標賽 | 新西兰 基督城     | 亞軍 |
| 2006           | 第七屆亞太合球錦標賽 | 香港              | 冠軍 |
| 2010           | 第八屆亞太合球錦標賽 | 中国              | 冠軍 |
| 2014           | 第九屆亞太合球錦標賽 | 香港九龍          | 冠軍 |

## 現任隊員
於2011年世界合球錦標賽參賽之中華隊成員
| - 李宙縈 - 陳品鳳 - 曲書平 - 林思宇 - 羅菀瑤 - 林秀雲 - 黃映璇 - 高詩若 |  | - 潘俞良 - 吳俊賢 - 張國恩 - 黃麟帆 - 郭佳豪 - 高禎佑 - 邱志益 - 洪冠儒 |

## 外部連結
- 中華民國合球協會（页面存档备份，存于）